# Джибелина
Джибелѝна (на италиански: Gibellina, на сицилиански Ibbiddina, Ибидина) е градче и община в южна Италия, провинция Трапани, автономен регион и остров Сицилия. Разположена е на 233 m надморска височина. Населението на общината е 4298 души (към 2010 г.).
Селището Джибелина е със средновековен произход (името му най-вероятно произхожда от арабската дума جَبَلٌ - джабал, планина). Старото селище е изцяло унищожено от силно земетресение в 15 януари 1968 г. Жителите решават да не възстановят старото но сериозно навредено градче, а решават да построят ново селище. Новото градче Джибелина е построено 11 км далече от останките на старото селище, които са покрити с цимент от италианския художник Алберто Бури.